# Gabanellia agilis
Gabanellia agilis è un pesce osseo estinto, appartenente ai perleidiformi. Visse nel Triassico superiore (Norico, circa 215 milioni di anni fa) e i suoi resti fossili sono stati ritrovati in Italia.

## Descrizione
Questo pesce possedeva un corpo slanciato e snello, ricoperto da squame sottili e terminante in una grande coda biforcuta. La lunghezza dell'animale era di circa 25- 30 centimetri, e doveva essere un predatore di tutto rispetto grazie alla dentatura costituita da denti robusti e aguzzi, striati radialmente. Il cranio era inoltre robusto e relativamente corto. 

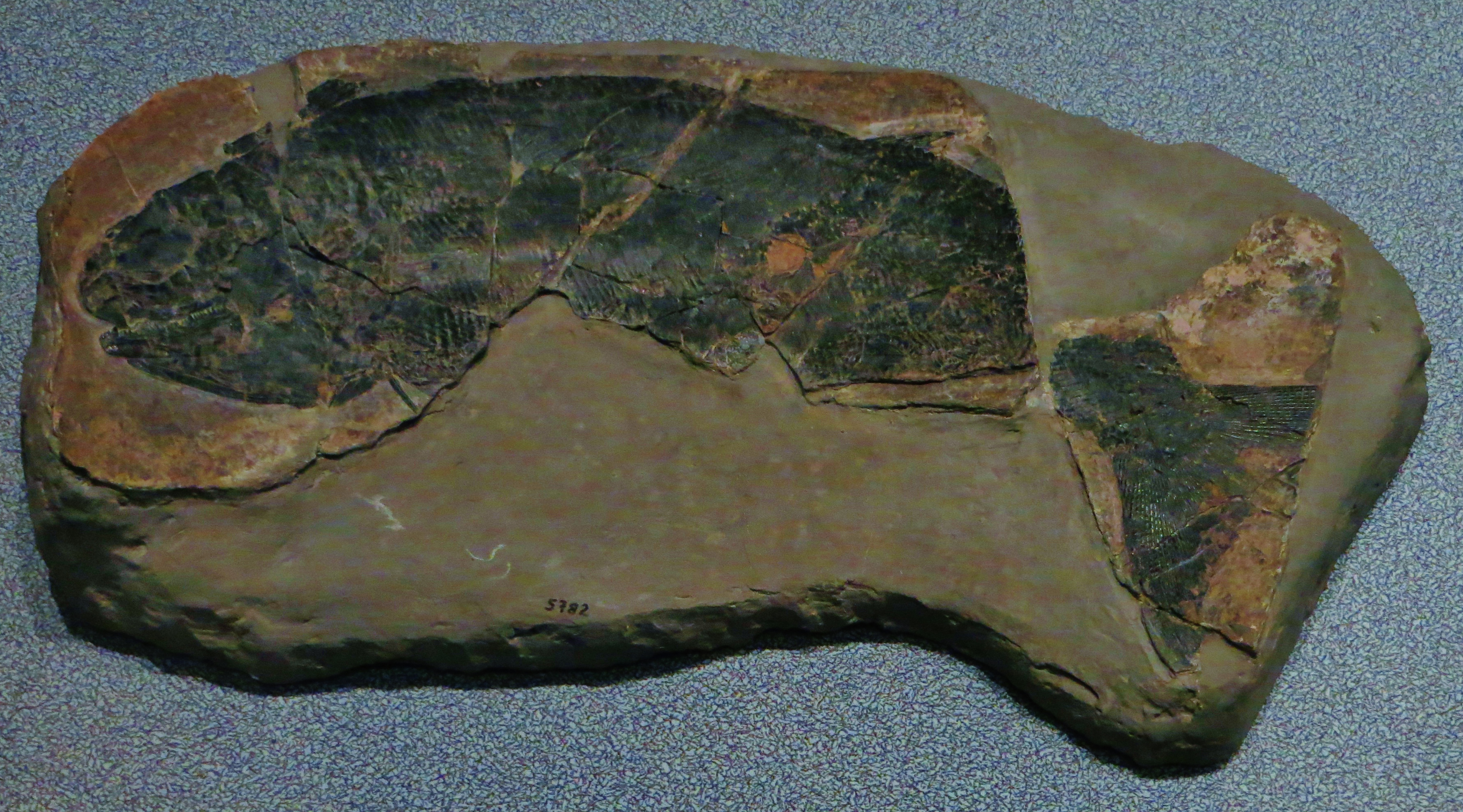
Fossile di Gabanellia agilis proveniente da Zogno

## Classificazione
Gabanellia è stato descritto per la prima volta nel 1996, sulla base di fossili in ottimo stato di conservazione provenienti dal ben noto Calcare di Zorzino, nel Bergamasco. È considerato un tipico rappresentante dei perleidiformi, un gruppo di pesci ossei dalle caratteristiche antiquate e differenziatisi in una serie di forme dalle specializzazioni divergenti. Tra di essi i più noti erano Perleidus e il grande Colobodus.

## Paleobiologia
Gabanellia era molto probabilmente un ottimo nuotatore, grazie al suo corpo fusiforme e alla grande coda biforcuta. Si presume che fosse in grado di raggiungere alte velocità per distanze piuttosto lunghe ed è plausibile che fosse un predatore di mare aperto. Tra le sue prede dovevano esserci i piccoli pesci folidoforidi di piccole dimensioni, che vivevano in branchi, e anche stadi larvali di pesci più grandi. 